# Aulum-Haderup
Aulum-Haderup é um município da Dinamarca, localizado na região ocidental, no condado de Ringkobing.
O município tem uma área de 247 km² e uma  população de 6 730 habitantes, segundo o censo de 2005.